# Liste der brasilianischen Botschafter im Sudan
Die Botschaft befindet sich in Khartum.
| Ernannt       | Name                               | Bemerkungen                                                                                                 | Mensagem Senado Federal | im Senat des Nationalkongress (Brasilien) vorgestellt am | ernannt von               | akkreditiert bei | Posten verlassen |
| ------------- | ---------------------------------- | --- | ----------------------- | -------------------------------------------------------- | ------------------------- | ---------------- | ---------------- |
| 27. Juni 1989 | Carlos Augusto de Proença Rosa     | Amtssitz in Kairo                                                                                           | MSF 82 de 1989          |                                                          | José Sarney               | Umar al-Baschir  |                  |
| 26. März 1993 | Márcio Paulo de Oliveira Dias      | Amtssitz in Kairo                                                                                           | MSF 435 de 1992         | 24. März 1993                                            | Itamar Franco             | Umar al-Baschir  |                  |
| 3. Dez. 1996  | Virgílio Moretzsohn de Andrade     | Amtssitz in Kairo                                                                                           | MSF 208 de 1996         | 30. Okt. 1996                                            | Fernando Henrique Cardoso | Umar al-Baschir  |                  |
| 24. Nov. 2000 | Celso Marcos Vieira de Souza       | Amtssitz in Kairo                                                                                           | MSF 141 de 2000         | 18. Okt. 2000                                            | Fernando Henrique Cardoso | Umar al-Baschir  |                  |
| 8. Aug. 2006  | Hélio Magalhães de Mendonça        | (* 3. Mai 1948 in Rio de Janeiro) Sohn von Elza Magalhães de Mendonça und Hélio da Cunha Telles de Mendonça | MSF 111 de 2006         | 2. Aug. 2006                                             | Luiz Inácio Lula da Silva | Umar al-Baschir  |                  |
| 26. Mai 2009  | Antônio Carlos do Nascimento Pedro | (* 14. Februar 1949 in Rio de Janeiro) Sohn von Araci Ribeiro Pedro und Antonio do Nascimento Pedro         | MSF 54 de 2009          | 12. Mai 2009                                             | Luiz Inácio Lula da Silva | Umar al-Baschir  |                  |